# 斯大林主义
斯大林主義（俄语：Сталинизм）狭义上是指一套以1924年—1953年苏联最高领导人约瑟夫·斯大林命名的政治和经济理论体系，以及按照这套体系在苏联建立的社会主义政治、经济、思想、文化体制、运行机制。主要包括了社会主义国家通过广泛的政治宣传手段，建立起围绕某一领导人的个人崇拜政治氛围，并以此来保持政府对全国人民的政治引导。斯大林主义常被学者作为极权主义和暴政的同义词与社会学的研究对象，被政治反对者称之为“红色法西斯主义”。这个词也经常被用来形容通过暴力打击（反对国家控制经济的）持不同政见者并对其实施暴力镇压的社会体制。

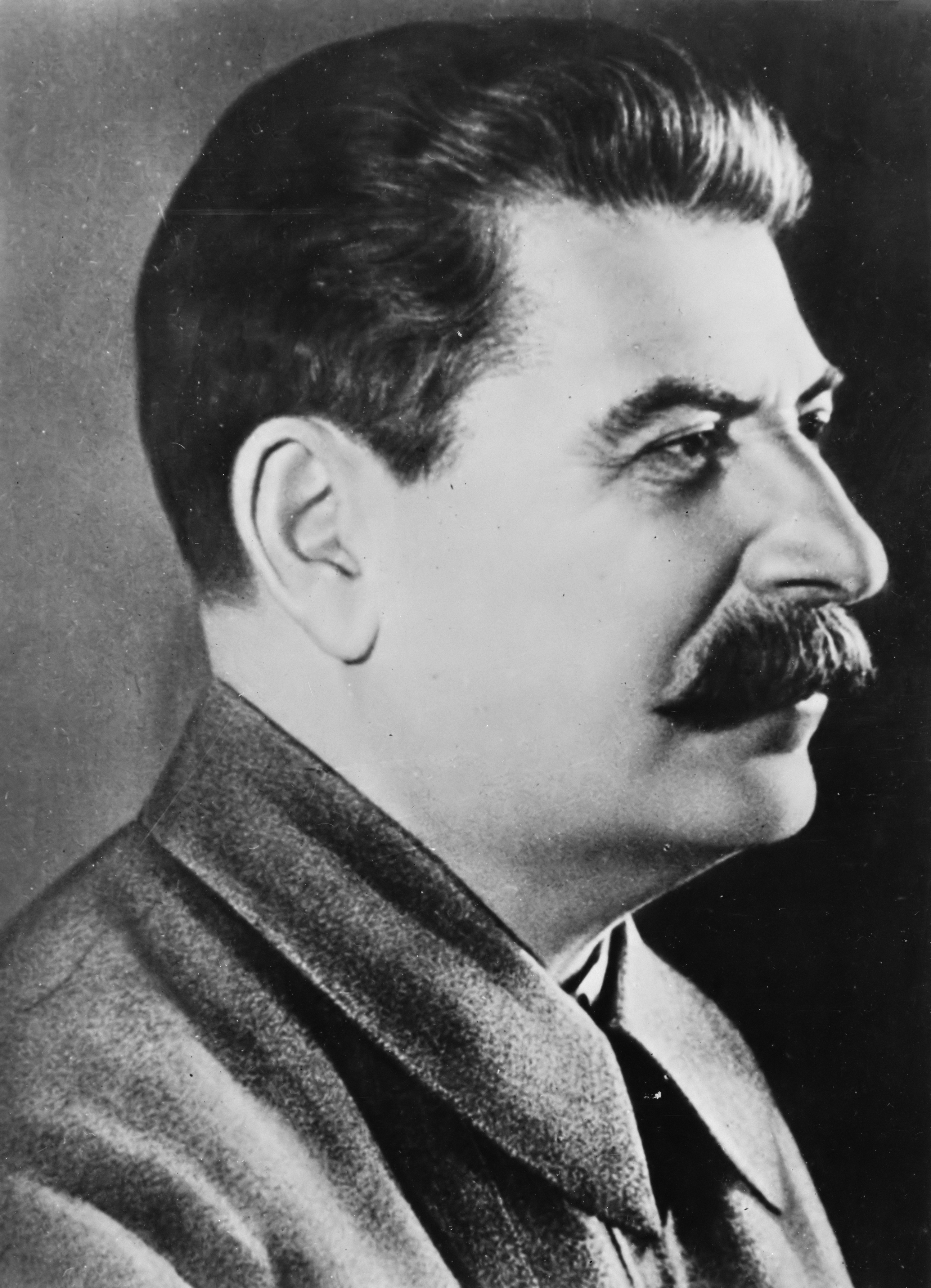
約瑟夫·史達林，史達林主義以他的名字命名。

斯大林主义模式是20世纪社会主义阵营普遍采用的一种发展方式，在政治要求下，一度被认为是正统的社会主义模式之一，其支持者认为“反斯大林主义”的路线是修正主义路线。奉行斯大林主义的体制也被称为“斯大林模式”或“苏联模式”。
1953年斯大林死后，包括赫鲁晓夫在内的新任苏联领导人曾尝试摆脱斯大林模式，并为此与當時仍为同盟关系的中华人民共和国发生冲突，不過后者反而是在文革后，先一步在1978年走上了改革開放的道路。但苏联的体制直至戈尔巴乔夫在1985年出任总书记并实行经济改革前，仍然延续考茨基主义和威权主义的变种。戈尔巴乔夫在任内开始重评斯大林，认为“必须粉碎斯大林主义的意识形态以及有关的一切东西”，“同斯大林主义的一切形式彻底决裂”。蘇聯解體後風潮結束，如今剩餘的支持者，被稱作新史達林主義。

## 词源
苏联领导人、斯大林的密友拉扎尔·卡冈诺维奇提出“斯大林主义”一词。而斯大林本人以马克思列宁主义者自居，从未使用过这个词汇。托洛茨基称斯大林主义体制为独裁政策，这个解释被反对斯大林主義的评论家们广泛运用。

## 形成
俄国十月革命后，苏俄在内战期间实行“军事共产主义”模式，把全国变成了一个大军营，把全国的生产和消费统统集中到国家手里，取消商品买卖，取缔市场，党内外均实行战斗命令制。这种做法引发了农民的严重不满和反抗，以至于内战后期农民暴动蜂起。为拯救苏维埃政权，1921年春布尔什维克党放弃军事共产主义，实行以粮食税为开端、并不属于马克思主义的新经济政策。其特点是在社会主义建设中引入市场机制，恢复并运用市场、商品、货币关系、价值规律等等一向被看作是“资本主义”的东西。列宁去世后，主政的是反对新经济政策的“左派”，包括季诺维也夫、斯大林以及托洛茨基等人。斯大林取得了政治斗争的胜利后结束新经济政策，开始了第一个五年计划，期间实行农业全盘集体化和指令性计划及超高速度的重工业化、军事工业化，贯彻“阶级斗争尖锐化理论”，加强个人独裁，在国内实施大规模镇压。结果在1930年代形成了高度集中的、指令性的、军事动员型的计划经济体制。
1937年5月6日，《真理报》提出出版《联共（布）党史简明教程》，以向世界传授俄国革命的经验的任务。1938年11月14日，联共（布）中央为了推广斯大林模式，把斯大林的做法当作供全世界效法的样板，做出决议：《简明教程》“是对联共（布）党史的主要问题和马克思列宁主义的官方的、可信的说法，不允许有任何其他的、任意解释。”《简明教程》出版后被誉为“马列主义基础的百科全书”、“共产党员的教科书”，共产国际将其指定为各国共产党人的“必读书”。1954年出版的，由斯大林亲自审定的《政治经济学教科书》中，把集中体现斯大林模式的主要内容上升为社会主义各国必须遵循的“共同规律”。

## 和列宁主义的关系
斯大林宣传自己是列宁真正的追随者。历史学者爱德华·拉辛斯基对此表示认同。他指出是列宁发动了红色恐怖，发布了声名狼藉的第58号条款，建立了集中营和一党制制度。当前苏联总理莫洛托夫被提问两位领导人谁更“严厉”的问题时曾回答到：“当然是列宁……我清楚的记得列宁当时是怎样地指责斯大林的软弱和自由主义倾向。”支持此观点的人认为，斯大林主义和列宁主义存在大量共同点，足以揭示他们之间的连续性。例如列宁曾下令禁止苏联共产党内存在小团体，并在1921年提出一党制国家的方针——这种运动使斯大林在列宁死后成功的排挤掉他的政治对手。而且列宁曾用于对党内不忠分子实施清洗的做法，日后则成为斯大林30年代广泛使用的政治手段。在列宁统治时期，恐怖政策被用于镇压反动派。为实现这一目的而于1917年12月成立了契卡。其领导人捷尔任斯基曾宣称：“实话实说——我们实施的就是有组织的恐怖。”根据西方的权威估计，至1924年为止契卡处决的人数已经超过了250,000人。
持类似观点的人认为，斯大林激进的现代化改革也并非他本人的原创，它们主要是列宁战时共产主义的进一步发展。该政策主要特点在于大规模实施國有化，从农村强制征收谷物和粗放式的劳动指挥。劳动纪律十分严格，迟到和缺勤都将会遭受严厉的处罚。
持反对观点的人则认为，两者之间存在着根本不同。列宁主义在国家制度层面反映为中央政府、政党和军事委员会并行的“三驾马车”制度，以政府首脑、党总书记和军委主席平等享有政治权力，防止个人独裁。而斯大林主义则建立了以技术官僚、行政官僚为核心的党组织，使其凌驾于一切政府机构和社会机构之上，催生了高度集中而僵化的国家政治生活氛围。反映在对群众的态度上，列宁主张承认并引导无产阶级的自发性，辅以理论灌输提升革命群众的革命自觉性，斯大林则以一整套官僚机器将每个社会成员纳入其中，使用指令式的行政风格将其变成国家的零件，同时明令禁止“以各种理由鼓吹将工人阶级凌驾于党组织之上的言论”，完全将本应是服务于无产阶级的先锋党，变成了骑在人民头上的新统治者。从行事作风上看，列宁及列宁主义者通常尊重以左翼前提下提出的各种不同意见，允许提出各种批评声音，列宁在各次大会上的主要工作便是对付各色批评者，而斯大林及其追随者通常工作风格简单粗暴，不但不能解决问题，反而激化矛盾。典型事例为斯大林制造的格鲁吉亚事件，导致列宁建议免去斯大林的蘇共总书记职务，信中写道：“斯大林太粗暴，这个缺点在我们中间，在我们共产党人相互交往中是完全可以容忍的，但是在总书记的职位上就成为不可容忍的了。因此，我建议同志们仔细想一个办法把斯大林从这个职位上调开，任命另一个人担任这个位置。”部分列宁主义者和托洛茨基主义者还认为，列宁终其一生在党内只是中央委员、政治局委员，当时的许多政治措施都是布尔什维克集体会议所推行而非列宁一人所能决定；尽管列宁时期禁止过反对党和党内派别的活动，但在当时的列宁看来这只是俄国内战状态下的一种临时措施，列宁并不认为其应当是国际共产主义运动中的一种常态，是在斯大林时期才最终将一党专政确立为原则。

## 特点
- 高度集中的、指令性的计划经济体制模式：以国有企业为代表的全民所有制，以集体农庄为代表的集体所有制，強調重工業特別是國防工業。
- 高度集权的政治制度：贯彻民主集中制原则，权力高度集中于中央，集中于党中央的最高机构政治局、书记处。党政合一，党国合一；实行不受法律限制的无产阶级专政。自上而下的干部任命制：共产党不仅领导一切，而且通过垄断国家机关干部人事任免，直接发布政令，管理国家事务。
- 文化思想的专制统治：黨政府严密控制与官方思想相左的思想，並全面掌握思想文化领域的管理权，对思想文化领域实行集中领导。党和国家的宣传教育部门对思想文化产品实行严格的审查和管制，要求全党和全体国民在思想和政治上与党中央保持高度一致。
- 以阶级为基础的暴力、清洗和流放

苏联学者阿纳托利·布坚科认为：“斯大林式的社会主义，即国家行政，国家官僚、兵营式的社会主义，而不是科学共产主义奠基人所预见的社会主义”。苏联学者B.基谢廖夫认为，斯大林模式“全面集中管理社会生活的所有领域，将行政命令方法与国家恐怖手段相结合，直至组织大规模镇压和建立强制性劳动的集中营；粗放和浪费的经济与政治机制，在这种机制下，完全取消了依据社会效益来评价成果；否认从前的民主化形式的价值，取消群众管理和民主制度的形式；否认自治思想，政权的神圣化直至个人崇拜；社会生活甚至不受形式的民主程序控制；把党和国家的机关结为一体；执行机关监督选举机关；执法机关脱离法律和社会，其结果是独断专行...所有这些变形的‘兵营式共产主义’的特点，与马克思、恩格斯、列宁为之奋斗的自治社会主义和社会解放的理论是格格不入的。”戈尔巴乔夫认为“占上风的是僵硬的、甚至残酷的极权主义制度。这种制度当然是在演变的，在斯大林死后，它的残酷性略有削弱，变得缓和些。但实质依然故我”。“归根到底，大家看到，苏联所实现的‘模式’不是社会主义的模式，而是极权主义的模式”。

## 政策
斯大林主義主要包括：
- 苏联民族政策的基础，主要见于斯大林1913年的著作《马克思主义和民族问题》[14]，曾被列宁所表扬。
- 一国社会主义
- 阶级斗争尖锐化理论，为镇压政治反动派必要性提供了理论基础。

### 布尔什维克化
斯大林的一国建成社会主义理论为斯大林制度体系奠定了理论基础。1925年，斯大林提出了党的领导干部问题是实现布尔什维克化的根本，而且具体提出了各国共产党实现布尔什维克化的12项基本条件。
1. 党是无产阶级组织的最高形式，主张以党代政，要求各个管理机关和权力机关“通过任何一项重要的决议都非有党的有关指示不可”。[16]斯大林说：“要是没有党的领导，无产阶级专政就不可能实行。”[17]党的一元化领导是在斯大林执政期间形成的一种政治体制的特征，主要就是党代表工人阶级掌权，享有最高权威。党成了特殊的行政、经济管理机关。党要领导军队、政府和民众团体。各部门各单位都由党委书记挂帅，党委书记凌驾于一切组织之上。斯大林在《论列宁主义的几个问题》一书中这样解释道：“党是政权的核心，但它和国家政权不是而且也不能是一个东西。”斯大林常把群众比作布尔什维克的母亲，表示布尔什维克应从群众身上汲取真正的力量。
2. 党特别是党的领导者必须完全精通与革命密切联系的马克思主义理论。[18]
3. 讲党在制定各种口号、指示时，应根据对国内和国际具体条件的分析。[19]
4. 党要在群众的革命斗争中检查自己的口号、指示是否正确。[20]斯大林指出“要无产阶级政党进行自我批评，要无产阶级政党根据本身的错误来学习和接受教育，因为只有这样，才能培养出党的真正干部和真正领导者。”[21]
5. 党的全部工作，每一个行动，都要走向使群众革命化。斯大林在《列宁主义概论》中说到列宁的四条基本方法时，特别指出革命风格的重要，在群众现有经验的基础上，在实际斗争中，逐步地教育群众，一天一天地提高群众，使群众自然而然地革命化。[22]
6. 党在工作中要善于把最高的原则性和同群众最大限度的联系相结合。[23]这个原则被称为密切联系群众、群众路线。斯大林强调党必须密切联系群众。他说：“同群众联系，巩固这种联系，下决心倾听群众的呼声一这就是布尔什维克领导力量强大及其不可战胜的原因”；“只有当领导者和群众保持极密切的联系，领导者和党员群众、和工人阶级、和农民、和劳动知识分子保持极密切的联系时才能做到以他们的经验"来充实领导者的经验"。[24]
7. 党在工作中要善于把不调和的革命性和最大限度的灵活性、机动性相结合。[25]
8. 必须使党不掩饰自己的错误，不怕批评，要善于在自己的错误中改进和教育自己的干部。[26]
9. 党要善于把先进战斗员中的优秀分子选拔到基本的领导核心中去。[27]领导核心有两个条件，就是要十分忠诚，十分有经验。
10. 党必须经常改善自己的社会成分，消除那些腐化党的机会主义分子。[28]
11. 党必须建立起铁的无产阶级的纪律。[29]
12. 党应系统地检查自己的决定和指示的执行。[30]

在斯大林的讲话和文章里，及共产国际后来的有关文件中，以是否联共（布）模式化为各国无产阶级政党是否布尔什维克化的标准，以保证共产国际完全服从于斯大林主义的派别。1942年，根据共产国际、斯大林布尔什维克化方针的要求和共产国际1940年3月11日决议精神，中共开展了延安整风运动。

### 干部任命制
斯大林模式排斥社会和民众的参与，国家的政治经济生活都按党的机关的指示行事，干部由党组织层层任命，苏维埃的代表也都是党指定候选人通过等额选举产生。斯大林说：“我们共产党人是具有特种性格的人，我们是由特殊材料制成的。”：“无产阶级专政体系中的领导者是一个党，即无产阶级的党，即共产党，这个党决不而且也不能和其他政党分掌领导。”
在政治上，整个国家的权力高度集中于一党之手，党内权力又高度集中于领袖一人之手，党内民主及社会民主仅停留在口头或者文字等外在形式的层面上，正常的党内监督和社会监督缺失；对党、国家及社会事务的管理，则实行自上而下的干部任命制，各级干部则自下而上地对自己的上级负责和惟命是从，全党乃至整个国家则最终形成对党的领袖的顶礼膜拜。在斯大林时期还建立和完善了一套官僚特权制度，如建立内部特供商店、餐厅、医院、免费别墅、在代表大会和代表会议期间赠送贵重礼品和包裹制度。斯大林为了加强集权，还建立了各级档案行政管理部门和档案干部。斯大林说：保存党的历史档案的"党史委员会不但是党内文件的储藏所，而且是党内文件的解释者。"

### 等额选举制
斯大林建立了指定接班人以及等额选举制度。各级党委委员们对于斯大林的各种提议、方案，只有举手通过的义务，没有表示不同意见的权利，谁不赞成谁就是反对斯大林，就是反革命。斯大林排斥了社会和民众的参与，国家的政治经济生活都按党的机关的指示行事，不仅干部由党组织层层任命，苏维埃的代表也都是党指定候选人通过等额选举产生。1918年的苏俄宪法规定，苏维埃代表选举采取等额选举的办法。等额选举制，即选几个代表提名几个代表候选人。各级苏维埃代表和行政首脑大多是由党组织挑选内定，再交给选民进行等额投票。

### 党领导军队的制度
斯大林认为“最主要的是在主要的司令部内要有坚强的政治领导，要由绝对可靠的和坚定的共产党员组成。”“领导军队的是由上级任命并按照强制原则编制军队的司令部。司令部不仅要编制军队，而且还要供给军队给养、被服、鞋袜等等。全军在物质上完全依赖司令部”，“干部决定一切”的论点，是苏共指导军队建设的纲领性口号。斯大林强调：无产阶级军队需要铁的纪律和严格管理，维护纪律和秩序是党领导军队和军队全体人员首要的职责。斯大林十分重视建立和健全军队政治工作机关和政治工作制度，认为这是世界上一切其他军队都没有的“特殊武器”。
斯大林发布《关于改组政治宣传机构和实行军事政治委员制度》的命令，在团以上部队实行政治委员制。他认为“如果需要建立什么机构的话，那就应当建立政治委员制度。要坚决做到使实际权力掌握在共产党和政治委员手里”。政治委员制度保证了党对军队的绝对领导。在苏共的行政结构中，“总政治部是苏共中央书记处下设的一个部，具有单独的指挥链”。这种独特的组织系统和指挥链是苏共统一军队意志的政治思想基石。

### 阶级和路线斗争
斯大林把阶级斗争看成社会主义发展的动力，“我们所有的进展，我们在社会主义建设方面的每一个稍微重大的成就，都是我们国内阶级斗争的表现和结果”。斯大林认为党是靠清洗自己队伍中的机会主义分子而巩固起来的。
斯大林认为存在两条路线，十分重视路线问题。斯大林先后清除了托洛茨基、季诺维也夫、布哈林和李可夫等竞争对手，并攻击其相关理论。他认为：“革命的基本问题是政权问题。革命的性质、进程和结局完全取决于政权操在谁手里，哪个阶级掌握政权。所谓政权危机，无非是各个阶级争夺政权斗争的外部表现。革命时代的特点其实就在于争夺政权的斗争在这时具有最尖锐和最明显的性质。”

### 劳改制度
斯大林认为“无产阶级专政在国内战争时期最明显的是专政的暴力方面”“在社会主义建设时期最明显的是专政的和平工作、组织工作、文化工作、革命法制等等...在建设时期，专政底强力方面已经消失或可能消失。现时，在建设时期中，镇压机关、军队以及其他组织，也是如在国内战争时期一样必要的。如果没有这些机关，那么，专政就没有可能进行有若干保证的建设工作。”
1923年俄罗斯苏维埃社会主义联邦共和国首届惩罚工作者代表会议讨论了苏联第一部劳动改造法草案，提出了对罪犯实施劳动感化的措施。1924年苏联中央执行委员会决议通过了《苏俄劳动改造法典》，确定用劳动改造营“取代从前遗留下来的监狱”。劳动改造是前苏联的基本刑罚执行制度。法典第九条规定：“每个劳动改造机构都应当坚决奉行通过关押在其中的囚犯劳动来弥补犯人自身的开销费用”。贝利亚向部长会议主席团提交了《关于移交劳动改造营的报告》和《关于将劳改营和劳改队由苏联内务部移交苏联司法部的决议草案》两个文件。相关措施主要有古拉格，即苏联国家安全部门下属机构“劳动改造营管理总局”执行。

### 经济政策
在20年代末期，斯大林全面摒弃了新经济政策，发起了一波激进的经济改革，对苏联的工业和农业实施彻底改造，被称为“大转向”的经济改革。新经济政策曾经确保了苏俄生存下来，并将苏联的生产力恢复至1913年的水平。然而，苏联依然远远的落后西方国家。斯大林认为新经济政策损害了共产主义的政治理想，经济表现不理想，没有建立社会主义社会的构想。因此斯大林认为，苏联必须加速工业化进程，以赶超西方发达国家。
超高速工业化、农业全盘集体化和大清洗是斯大林模式的主要支柱。斯大林依据社会主义城市“工业掌握在无产阶级手里，运输业、信贷系统、国家政权等等都集中在无产阶级手里，土地国有化是全国通行的法律”；也提出“城市是农村领导者”。斯大林认为“社会主义是根据生产资料和生产工具公有化的原则把工业和农业结合起来的经济组织。不把这两个经济部门结合起来，就不可能有社会主义”。《斯大林全集》1955:1“建立社会主义的经济基础，就是把农业和社会主义工业结合为一个整体经济，使农业服从社会主义工业的领导，在农产品和工业品交换的基础上调整城乡关系，堵死和消灭阶级首先是资本藉以产生的一切孔道，最后造成直接消灭阶级的生产条件和分配条件”。只有实行剥夺农民的“贡税”政策使国家工业化。斯大林建立了一切生产资料和生产工具归社会公有，没有商品流通的全社会产品经济，凭证供给制（劳动凭证制），凭票凭证分配商品。斯大林时期，苏联至少发生过两次大规模饥荒：一次在1932-1933年集体化时期，另一次在二战后初期，每次饿死的人数都以数百万计。

### 文化体制
十月革命后，列宁认为文化问题是联共（布）党和苏维埃工作的中心问题。思想文化方面，苏联实行思想灌输和控制，将教条化的马克思主义和列宁主义作为唯一正确的真理并通过党和国家的宣传机器向人民群众灌输。1918年俄共（布）八大通过《党纲》规定“在人民教育方面，俄国共产党给自己的任务是：把从1917年十月革命所已开始了的事业进行到底，即把学校由资产阶级统治的工具，变为……进行社会的共产主义改造的工具”，要求“展开最广泛的共产主义思想的宣传工作，为此目的，要利用国家政权的机关和资财”。1929年底，斯大林以在马克思主义者土地专家会议上的报告为起点，开始了思想文化体制形成的过程。随着斯大林讲话开展经济学领域的批判之后，哲学领域率先开始了对德波林学派的批判。
1924年，俄共（布）十三大决议指出：“最重要的任务之一是把对俄国共产党历史的研究……提到应有的高度。党中央委员会应该采取一系列的措施，把俄国共产党历史的适当教科书的出版提到应有的高度，并且使党史成为一切党校、一切高等学校、一切小组等等的必修课”。
1934年，斯大林、日丹诺夫、基洛夫联名发表“对于《苏联历史》教科书纲要的意见”和“对于《近代史》教科书纲要的意见”等文；1937年斯大林发表《论联共（布）党史教科书》一文，1938年联共（布）中央就出版《联共（布）党史教科书》做出专门决议……在这些文章中反复强调：一、要大力宣传马克思历史唯物主义、辩证唯物主义；二、要理论联系实际，批判资产阶级唯心史观；三、要加强与资产阶级史学观和强化与资产阶级历史学家的斗争；四、强调在各种刊物上都不能宣传资产阶级的学术观点。
1925年斯大林展开的“布尔什维化运动”，提倡“意识形态100％的纯洁性”、“100％的布尔什维主义”；到30年代，斯大林还进一步提出警惕“中间居民阶层”的“不健康情绪”，“克服经济中和人们意识中的资本主义残余”，同“非无产阶级思想”作斗争。1927年之后，苏联对各个主要资本主义国家的报刊都编订了目录，严加控制。平均每年没收的出版物在15％～20％左右，哲学和宗教类最多，甚至达到40％，政治和历史类平均达23％。1928年，党中央委员会颁布文学必须为党的利益服务的法令。斯大林社会主义现实主义原则指出，作家的任务是“在革命的发展中真实、历史地和具体地描写现实”，结合“社会主义精神从思想上改造和教育劳动人民”，文化必须有倾向性，有“党的思想”，有乐观主义和英雄主义；应当含有“革命的浪漫主义”，描写苏联的英雄，并展望未来。
斯大林于1929年4月展开了大抓“暗害者”的运动。稍后，在意识形态批判运动中又展开了对“人民敌人”、“异己分子”的斗争。从1930年上半年开始批判德波林，到1931年11月斯大林公开发表《给<无产阶级革命)编辑部的信》，再到1932年4月23日联共（布）中央作出关于解散“拉普”和一切文艺派别，建立集中领导的中央各文艺协会的决议。苏联思想界广泛批判“腐朽的自由主义”。拉普也受牵连，哲学界米丁等人和《共青团真理报》对“拉普”的批判，实际上反映了党内最高层的意图。1932年4月，联共（布）中央宣布取消“拉普”，解散所有文学团体和派别，成立全苏单一的苏联作家协会，各文艺团体也照此办理。
斯大林把文化问题同社会主义政治、经济建设，同“一国建成社会主义”、实现共产主义的总目标联系在一起，坚持在无产阶级专政的整个时期必须用共产主义精神教育广大群众。苏共根据政治斗争和意识形态斗争的需要，取消文化艺术团体和派别，官方直接自建社会文化和学术团体，并通过掌握其干部任免大权使各文化部门和学术团体成为党和国家层层控制、缺乏自主性的下属机构，促使其走上统一化、行政化和国家化的道路。1934年苏联作家代表大会正式提出了社会主义现实主义这一理论和口号，并将其经‘典定义写入《苏联作家协会章程》之中：“社会主义现实主义，作为苏联文学与苏联文学批评的基本方法，要求艺术家从现实的革命发展中真实地、历皮地和具体地去描写现实。同时，艺术描写的真实性和历史具体性必须与社会主义精神从思想上改造和教育劳动人民的任务结合起来。”波沙列夫斯基出版了《斯大林社会主义现实主义原则是艺术科学的最高成就》。
判断意识形态的标准完全是按照斯大林的理论。斯大林成为真理化身、思想源泉和理论权威。苏联思想文化领域按斯大林要求发起一波又一波批判运动，裁决一场又一场学术纷争，使斯大林理论观点在思想文化领域具有绝对权威或垄断地位。随着以后在史学领域对波克罗夫斯基学派的批判，在教育学领域对儿童学的批判和教育体制的确立，随着斯大林社会主义理论体系的形成，随着文艺上社会主义现实主义理论和创作方法被定于一尊，到30代年中期，苏联的思想文化体制就最后确立并巩固了下来。1936年1月10日，当时的出版总局局长发布《关于从图书馆和书库清除不准在苏联传播外国文献》的命令，集中在两周时间内，由检查官会同内务部代表，仔细对各大图书馆的库藏进行了清查。清查出来的成千上万种外国图书和报刊被归入特藏书库，严禁外借。1946年对整个音乐界，包括上自苏联部长会议艺术工作委员会、作曲家协会组织委员会，下至一系列音乐家，特别是所谓“形式主义作曲家集团”，无不进行批判。并且指出，在音乐界“俄国现实主义音乐的敌人，颓废的形式主义音乐的拥护者，在批评家中间占着领导的地位”。决议把所谓“形式主义倾向”径直定性为“反民主的”、“反人民的倾向”，因而向“坚持形式主义的反人民倾向的作曲家”进行讨伐，痛斥他们的音乐“强烈地发散着当代欧美现代派资产阶级音乐的气息”。同时还特别谴责了现代派和革新派的所谓“形式主义”音乐和“形式主义作曲家集团”，这包括了后来被公认为“苏联一代音乐典范”的杰出音乐家肖斯塔科维奇在内的一大批作曲家。
蘇共中央委員會下面設中央文化部，由四个局组成：创作文艺局、艺术局、电影局和办公厅。苏共中央文化部的职能主要就是负责执行党的文艺路线，和创作知识分子打交道，同知识分子的各种“离经叛道”作斗争。苏联思想文化体制独有的特点是：一、领导裁决一切理论争论和重大文化问题。裁决的特点是，权力越大，握有“真理”越多，最高领导似乎全智万能，所以垄断一切真理。二、倡导官方一家学派和流派，禁止不同派别的存在和竞争。三、批判是领导思想文化的主要手段。

### 媒体和审查
斯大林认为报纸应当领导工人运动，尽量接近工人群众，以便经常影响他们，成为他们的自觉的领导中心。斯大林创办了《真理报》，编辑创刊号，实际上是党报的第一任总编辑，领导制定了“向广大工人群众系统宣传布尔什维克党的思想原则、斗争纲领和策略”的编辑方针。1938年斯大林任命日丹诺夫为中央宣传鼓动部部长。斯大林在30年间，充当了最大的审查人，编纂者、批评家和苏联国家级的“模范”作者。报刊的组织管理权力高度集中，由各级党委宣传部直接控制，要求记者接受苏共中央的领导，按照决议和指示开展宣传鼓动工作。每一级党委都有其直接领导的机关报，并指导其辖区的所有报道工具的活动。
1922年6月6日，人民委员会颁布了法令《关于图书文献和出版事业管理总局的章程》，成立新机构图书文献和出版事业管理总局，简称出版总局，其建制在教育人民委员部之下，归人民委员会管辖。其职能位“为了统一对出版物的一切形式的书报检查，特成立教育人民委员部图书文献和出版事业管理总局，其地方机构亦隶属于教育人民委员部各级地方机构。”
从1928～1929年的反“右倾”斗争开始，斯大林对知识分子进行了连续不断的清洗和镇压。1929年1月18日下发的《关于准许出版新杂志》的决议中，规定所有主要杂志只有得到党中央政治局和书记处的批准，才能出版；而“所有其他杂志”的出版，在出版总局履行批准程序时，还应“同中央宣传鼓动和报刊部进行协商”。联共（布）在先后出台的报刊法令中对“有违背和敌对无产阶级思想的”、 “有唯心主义倾向的”、“作者属反革命者和死于同苏维埃政权作斗争者”、“包含有赞扬旧生活方式、带资产阶级道德成分的儿童文学作品”等出版物都严加査禁和封锁。
苏共中央政治局1930年削弱了出版总局的职权：设立了由党的机关向出版总局派遣“特派员”和政治编辑的建制：“确认特派员建制为在书报文献和无线电广播等领域实施事前检查的基本环节。责成确保具有出版总局特派员必要人员名额的前提下，务必在出版社内部实施对所有出版物的全部事前检查。”而且，在文件中公开表明，要用党的工作人员取代职业检察官：“在地方报纸中，可以将特派员委任为报纸兼职编辑”。1931年4月，中央政治局通过决议，对政治编辑的职责和任务又作了明确规定：对报刊的思想政治审查，“应向苏联司法机构和相应的党的监督机构负责”。
苏联党所实行的是多层面的、全面的、高度集中的书报检查制度，要经过5个层级的5种过滤机制：
1. 自我检查，即由作者根据历次“大批判”和思想整肃运动形成的意识形态标准，在写作之前和写作过程中实行自我的内省检查；
2. 在编辑文稿过程中实施的思想政治审查；
3. 由编辑部或出版社送上级专门检查机关，即出版总局进行事前检查和事后检查；
4. 经由国家机关的惩治性检查，具体实施机关是政治保安局系统的政治监督司，后来则是克格勃的第五局；
5. 由党的领导进行最后的意识形态审查。[57]

俄罗斯解密档案显示，新闻和书刊检查官应当是党员或预备党员；刚开始工作的年轻人，则应当是列宁共产主义青年团团员。直到上世纪80年代中期戈尔巴乔夫改革之前，这种情况基本上没有发生变化。苏联书报检查制度随着斯大林社会主义模式被移植到东欧各国，苏联书报检查制度也随之被移植到东欧各国。戈尔巴乔夫提出意识形态多元化，“坚决放弃意识形态的垄断主义”，实行新闻自由，1988年废除了报刊检查制度。

## 去斯大林化
斯大林发动大清洗、大镇压运动，制造了无数冤假错案。经济上，斯大林时期大规模的饥荒就发生过两次。1953年斯大林死后，苏联领导人迫于国内压力开始改革。

### 赫鲁晓夫时期
1953年，赫鲁晓夫上台之后，发现苏联的经济、政治形势都非常糟糕。1956年，赫鲁晓夫在苏共二十大做了报告《关于个人崇拜及其后果》，全面否定斯大林，这极大地动摇了斯大林主义的绝对权威。斯大林主义作家法捷耶夫数天后开枪自杀。但是赫鲁晓夫的改革没有离开斯大林模式的框架，没有触及政治体制改革，但反对干部终身制、取消一些特权。赫鲁晓夫没有摆脱斯大林时期的控制思想文化的做法，行政措施仍然是处理意识形态问题的重要手段。
第二次世界大战后，斯大林把他建立起来的苏联模式强制推行给其它共产党国家。1956年2月，由于苏共二十大中赫鲁晓夫的秘密报告对斯大林进行了全面否定，斯大林主義在一定程度上被突破。当时，匈牙利劳动人民党总书记拉科西·马加什长期被奉为“斯大林最优秀的学生”。非斯大林化在匈牙利引起很大震动，匈牙利各界猛烈抨击照搬苏联模式的拉科西的错误，布达佩斯近20万名大学生和群众举行示威游行，推倒了市内的斯大林铸像，以纳吉为首的匈牙利共产党试图进行改革，脱离华沙条约，后遭苏军开进布达佩斯镇压，即1956年匈牙利革命。同年，波兰爆发了波兹南事件和波兰十月事件。
1956年11月，南斯拉夫共产主义者联盟主席铁托提出，波兰和匈牙利革命的根源，是有人把斯大林主义的倾向强加在他们头上。而斯大林错误的产生，“问题不仅仅是个人崇拜，问题是使得个人崇拜得以产生的制度”，“在于官僚主义组织机构”等等。中共八届二中全会讨论后，《人民日报》发表《再论无产阶级专政的历史经验》，论述了由斯大林问题引发的四个重大原则问题。
匈牙利革命和波兹南事件后，赫鲁晓夫的去斯大林化一度放缓。
受到去斯大林化進程的影響，歐洲的不少社會主義政黨及共產主義政黨在1950年代末放棄了史達林主義（p. 240）。仍然堅持史達林主義原則的政黨則為了減輕公眾對於它們的負面印象，改稱它們所奉行的意識型態為正統共產主義。在国际共产主义运动中，毛主義和霍查主义的影響力遠比史達林主義強大得多。

### 勃列日涅夫时期
赫鲁晓夫下台后，勃列日涅夫在政治体制改革方面，不仅没有进步，反而倒退了，重新斯大林化。勃列日涅夫曾尝试为斯大林平反，但未获成功。勃列日涅夫制定组织原则和采取措施，加强苏联共产党的领导和对整个社会的控制。勃列日涅夫称：“在发达社会主义条件下，所有其他阶级和社会集团都接受了工人阶级的意识形态和达到了工人阶级的水平。”在勃列日涅夫的支持下，教条主义在文化领域里重新盛行，新理论探索和不同观点的争鸣不复存在。
勃列日涅夫和柯西金在1964年10月通过宫廷政变推翻赫鲁晓夫上台执政，实行了“静悄悄的斯大林化”，开始发表肯定斯大林历史作用的言论，于1966年初做出决定终止“非斯大林化”。为了加强意识形态的工作。因此，苏联共产党第二十三次代表大会前夕，苏联科学界和文艺界众多重要人物先后发表《苏联科学文艺界二十五位领袖致勃列日涅夫反对为斯大林平反的公开信》和《苏联科学文艺界致苏共中央主席团关于反对为斯大林平反的公开信》，对此表示强烈反对。1966年11月，勃列日涅夫在苏共中央政治局会议上批判了文学、艺术、电影，以及某些学术著作中"诬蔑党和人民历史"的现象，要求"对之采取相应的措施"，由苏共中央宣传部、科学和学校部、文化部等职能部门执行。
作家西尼亚夫斯基和尤里·丹尼尔因在国外发表反斯大林的作品而被控犯有“诽谤”罪投入劳改营，《古拉格群岛》的作者索尔仁尼琴被驱逐出境，《让历史来审判》的作者罗伊·麦德维杰夫被开除出党，《斯大林大清洗内幕》作者费尔德宾则受到克格勃的追杀。勃列日涅夫时代拍摄的电影《解放》（1972年上映）和《围困》（1977年上映）中都出现了斯大林的形象，赞美斯大林在苏德战争指挥中的功绩。勃列日涅夫还在1979年斯大林诞辰100周年时发行了照相纸年历纪念册，并且在1969年斯大林诞辰90周年时，在列宁墓背后的克里姆林宫城墙下中立起了斯大林的一座半身铜像，与基洛夫、伏罗希洛夫等人并列。但勃列日涅夫并没有重新把伏尔加格勒恢复为赫鲁晓夫去斯大林化之前的名字——斯大林格勒，所有被赫鲁晓夫改名的城市、工厂、企业也都没有恢复原来带有斯大林的名字。勃列日涅夫也承认“苏共二十大对破除个人崇拜和个人迷信的贡献”，除了斯大林的故乡格鲁吉亚的哥里和首都莫斯科，苏联其他城市没有保留任何斯大林塑像。1964年赫鲁晓夫下台，勃列日涅夫上台使得斯大林主义在一定程度上得到恢复，主要体现在之后的勃列日涅夫主义和苏联共产党官僚“干部队伍的稳定”，一直持续到80年代末期戈尔巴乔夫实施改革开放政策，最后苏共下台为止。

### 戈尔巴乔夫时期
1986年初，苏联共产党中央委员会总书记戈尔巴乔夫提出“民主化”、“公开性”和“舆论多元化”的口号，苏联以“民主化”、“公开性”为旗号，在意识形态领域批判斯大林。《星火》、《莫斯科新闻》等主流报刊的主编相继换成自由派知识分子，这些报刊接连登载批判斯大林的文章。
继苏共二十七大之后，苏联逐步进行了“新领导、新机构、新尝试”的文化体制改革。“新领导”即苏中央文化部、部长会议文化部、国家出版和电影委员会都任命了新的负责人；“新机构”，即苏联文化基金会及戏剧家联盟等机构的建立。戈尔巴乔夫高度评价苏共20大“是对极权体制的第一次冲击，是朝社会民主化迈进的第一次尝试”。不过，戈尔巴乔夫认为赫鲁晓夫在揭露斯大林方面还有局限性，“不能也不愿揭露他所抨击的现象的深层基础”。戈尔巴乔夫明确地指出这个“深层基础”就是“社会体制”。在纪念十月革命70周年的报告中，戈尔巴乔夫严厉批判了斯大林和斯大林主义，1987－1988年，批判斯大林的运动达到了高潮。戈尔巴乔夫在1988年6月召开了苏共第十九次代表会议上明确指出：“如果我们不改革政治体制，我们所有的创举，所有业已开创的大规模的事业将会停止。”但直到苏共二十八大才作为党的正式文件提出了“走向人道的、民主的社会主义”纲领。1990年7月，在苏共第28次代表大会的报告中，戈尔巴乔夫再次严厉批判了“斯大林一伙的罪行”，并几次声明要抛弃“斯大林极权体制”。在大会正式通过的决议中清楚地写道：“极权的斯大林体制给国家、人民、党、社会主义思想本身造成了巨大损失，这一体制正在被取消”。戈尔巴乔夫的改革措施造成苏联内部思想混乱，而部分加盟共和国内部则开始涌现民族主义浪潮，而在二战后并入苏联的波罗的海国家中则开始出现脱离苏联的主张，造成苏共党内的保守派于1991年8月19日发动政变，但最后政变失败，苏联随着苏共被俄罗斯总统叶利钦勒令解散而于1991年12月26日宣告解体，独立后的俄罗斯、乌克兰等国才得以摆脱斯大林主义的影响。

## 各方观点
斯大林主義是指在约瑟夫·斯大林统治下的苏联和受苏联影响的社会主义国家所使用的共产主義理论。但是，苏联和大多受其影响的国家将这个政治理论称为马列主義，他们认为斯大林并不是一个理论家，而是作为一个写了几本易懂书籍的通讯者身份而存在，认为他并未像马克思与列宁一样在理论上做出根本贡献。所谓斯大林主義只是马列主義思想的一种解释和一个把马列主義现实化了的政治实践，他们认为斯大林主義成功地使苏联工业产业化。有些时候政治历史学者会用复合名词马克思列宁斯大林主义或“马克思/列宁/斯大林的教导”来表明它们之间的历史继承性。
由於受到俄國革命成功所影響，20世紀的不少國家包括一些革命政權以及剛獨立的殖民地，在尋求資本主義市場經濟以外的制度時，都會模仿蘇聯斯大林式的政治經濟模式。斯大林於1953年死後，他的繼承人赫魯曉夫在1956年召開的蘇共二十大會議中，以一篇秘密演辭強烈批評斯大林主义，並推行去斯大林化政策。之後，不少曾经採納斯大林主義的國家，或多或少都跟隨蘇聯放棄斯大林主義，採納赫魯曉夫較開明的政策。而在金日成统治下的朝鲜、毛澤東领导下的中華人民共和國、霍查统治下的阿尔巴尼亚劳动党、印度尼西亚共产党、以及越南共产党和新西兰共产党的某部分派别，却是几个顯著的例外。金日成对朝鲜国内去斯大林化的支持者实施政治清洗，对其处决、强制流放或关入劳改营。
毛澤東指責蘇共新領導層搞修正主義，這亦导致了中苏政治关系的恶化，两者在1960年分道揚鑣。之後，中國以马克思列宁主义、毛泽东思想为意识形态，仍然在很大程度上支持遗留下来的斯大林主义政策。霍查领导的阿爾巴尼亞在中蘇分歧中支持中國的立場，並堅守斯大林主義。赫鲁晓夫在1964年被勃列日涅夫赶下台，虽然在毛泽东领导下的中华人民共和国、霍查领导下的阿尔巴尼亚和金日成领导下的朝鲜看来仍然是修正主义的延续，是“没有赫鲁晓夫的赫鲁晓夫主义”（朝鲜是在内部文件中谴责苏联为修正主义，但在公开场合中于苏联和中国之间左右逢源，来回摇摆，保证自身的最大利益。直到邓小平和阿利雅于1980年代分别在中国和阿尔巴尼亚上台执政并进行经济改革，苏修这一说法才被废止不用）但在西方各国和苏联国内的主流观点看来，勃列日涅夫上台却被视为是斯大林主义的恢复，主要体现在之后的勃列日涅夫主义和苏联共产党官僚“干部队伍的稳定”，一直持续到80年代末期戈尔巴乔夫实施改革开放政策，最后苏共下台为止。

### 托洛茨基主义者
有很多马克思主义和列宁主义者们共同认为斯大林主義埋葬了他们的理想。特别是反斯大林的托洛茨基主义者们认为：斯大林主義不过是一种冒用馬克思列寧主義名义的官僚主義反革命思想。
托洛茨基主义者认为，斯大林时期的苏联绝非真正的社会主義，更不是共产主義，而是一个官僚化的堕落工人政权——一个由掌权派控制剥削的非资本主義政权。这个不能称得上社会阶级的掌权派，虽自己不控制生产，却由剥削工人阶级得到了利益和财富。为了把斯大林时期苏联政府的政策与他们所信仰的“真正”的马克思主義分開，反对当时政权的托洛茨基派使用了“斯大林主義”这个名词。他们认为没有颠覆资本主義的十月革命，斯大林主義也无法存在。并指出斯大林自己在十月革命的时候并不活跃：与其夺权，斯大林曾主张与临时政府合作。托洛茨基认为：“从布尔什维主义或马克思主义之中推论出斯大林主义，这等于在更广泛的意义上从革命中推论出反革命来。”而一党统治在法律上成了斯大林主义极权制度的出发点。托洛茨基同意美国社会主义者李斯顿·奥埃克（Liston M. Oak）的观点：“事实上，斯大林主义分子现在是马克思和列宁的最极端的修正主义者——在对马克思的修正上伯恩施坦甚至没敢走到斯大林的一半那么远。”托洛茨基指出，斯大林不是用理论家的笔尖，而是用国家政治保卫局的皮靴去修正马克思和列宁的。托洛茨基把希特勒和斯大林比作一对“孪生明星”。第四国际认为必须进行反对斯大林主义官僚政治对国际工人阶级运动的瘫痪和败坏作用的斗争。托洛茨基主义者认为斯大林的“一国建设社会主义”的理论是那些当权而心满意足的官僚主义分子的近视，一个国家(而且是农业国家)仅凭不发达的经济基础和生产力就能实现社会主义社会，加之被资本主义世界孤立，一个国家长久的维持无产阶级政权和一国建成社会主义是不可能的。一国社会主义把一国的社会主义革命，和国际的社会主义革命割裂开来。斯大林的“阶段革命论”则是机械的把民主革命和社会主义革命割裂开来。托洛茨基主义者进而支持不断革命论，即民主革命和社会主义革命的不断性，世界革命的不断性。只有通过先进资本主义国家的无产阶级革命胜利，从而帮助俄国，才能达到建立社会主义社会的物质条件。
谢山指出，斯大林主义是金字塔式的独裁统治，所谓社会主义，不过是挂羊头卖狗肉而已。人人有分的「全民所有制」，实质是人人无分，只有统治者才能主宰一切。斯大林主义不会放弃集体占有的形式，不会放弃国有经济而后退为私有制经济的原因，在于斯大林主义的国家，“全民所有”实际上并不存在任何具体的所有者时，管理权才凌驾于所有权之上。

### 霍查主义者
阿尔巴尼亚劳动党领导人恩维尔·霍查认为，要塑造“革命者”，就必须坚持斯大林主义传统，使阿尔巴尼亚坚定地走非修正主义的道路。霍查经常谴责反斯大林主义是“与马克思列宁主义不可调和并与之斗争的异己思潮”。但他否认任何关于苏联共产党是斯大林主义者的说法。在霍查去世前，阿尔巴尼亚劳动党中央机关报《人民之声报》就指责说，制造苏联领导层正在 "回到斯大林主义旧立场 "的印象是一种巨大的虚张声势。霍查坚称，阿尔巴尼亚劳动党决不允许“约瑟夫·斯大林伟大的马克思列宁主义革命活动之名”被修正主义者滥用。他认为，斯大林“属于马克思列宁主义者，属于无产阶级革命”，而不属于任何其他人。因此，每年斯大林逝世周年纪念日，阿尔巴尼亚全国各地都会举行公开会议、发表文章、举办讲座和图片展览，专门为斯大林献上赞歌。
2009年11月7日，霍查派国际组织共产国际（马克思列宁主义）改名为“共产国际（斯大林霍查主义）”。

### 普京的评价
2009年12月3日，俄罗斯总统普京说：“显然，从1924至1953年国家有了根本变化：从农业国变成了工业国，而这时的国家是斯大林领导的。诚然，农民没有了，而我们大家都清楚记得有农业问题，特别是在最后阶段，排着长队购买食物，等等。在这一领域所发生的一切，对农村没有起任何积极的作用。不过工业化确实实现了。”“我们取得了伟大卫国战争的胜利...即使我们總體损失很大，你们知道，现在谁也不能指责组织和领导了这场胜利的人，因为如果我们在战争中失败了，那么对我国来说其后果就会悲惨得多。”“正面的东西无疑是存在的，然而花了难以接受的代价。尤其是存在过镇压。这是事实。我们的数以百万计的同胞遭到镇压。这种管理国家、取得成就的方法是我们不能接受的。不能这样做。毫无疑问，在这一时期我们遇到的不简单的不仅是个人崇拜，而是反对自己人民的大规模罪行。”

### 其他
一些如塞利尔·莱昂内尔·罗伯特·詹姆斯的左翼共产主义者和意大利的自主论主义者及如托尼·克里夫的非正统托洛茨基主义者将斯大林主义描述为国家资本主义——一种由国家扮演资本家角色的资本主义。米洛凡·吉拉斯论述在斯大林主义模式下将滋生一个新阶级，类似的观点也由一些信奉自由主义的理论家提出。而第三阵营的支持者通常使用官僚集体主义的理论，来批评斯大林主义的政府形式。
一些分析人士如亚历山大·索尔仁尼琴，曾在《致命的危险：苏俄和对美国威胁的误区》一文中认为“斯大林主义”的使用只是一个借口，它掩盖了共产主义作为一个整体对全人类解放事业的必然影响。他写道，“斯大林主义”概念的是1956年后的西方知识分子提出的，目的是为了保持共产主义理想的生命力。
1951年，印度支那共产党举行“二大”，将“斯大林主义”写入党章，作为“党的一切行动的思想基础和指南”之一，并改名为越南劳动党。1960年，越南劳动党将“斯大林主义”从党章中删除。
曾担任中共中央党校党建教研部教授蔡霞认为中国共产党所普及的意识形态是斯大林解释过的版本，《联共（布）党史简明教程》是党内高级干部的必读书，其观点抽掉“人”而把历史解释成一个概念性的东西。她尤其反对斯大林解释过的马克思主义，认为它最终演变成维护专制的意识形态工具，而非推动社会进步、实现社会公平和公众利益的思想武器。

## 影响

### 中华人民共和国
中华人民共和国在成立初期基本是照搬苏联模式。与东欧国家被强迫接受苏联模式不同，中国是主动将苏联模式移植进来的。在建国前夕，刘少奇秘密访问苏联，其主要使命就详细了解苏联的国家机构，包括各级政府机构的结构，政府活动的各个部门，中央政府和地方权力机构的相互关系，政府管理基层机构的结构，党、政府和群众组织间的相互关系，武装部队、人民法院，安全机构、财政经济的组织，文化和教育机构的结构等等。这些机构及其运行机制几乎原封不动地搬到了中国。毛泽东和中共中央认为：联共（布）是国际共产主义运动和工人运动的总司令部，而中共则不过是一个方面的司令部。
当赫鲁晓夫要在某些方面的表层上调整斯大林模式，毛泽东则批它搞修正主义和资本主义、社会帝国主义。随后，中共由于认为赫鲁晓夫进行了反社会主义的“资本主义复辟”，中国以更加强化的方式来发展经济，1958年开始搞“大跃进”、刮“共产风”。试图从根本上改变苏联模式者，在文化大革命中惨遭批鬥。苏共二十大前，毛泽东全面肯定苏联模式。苏共二十大后，毛泽东开始反思苏联模式是否要堅持。最終中苏论战中，毛泽东全力维护斯大林模式。1965年毛泽东接见美国记者埃德加·斯诺，斯诺对毛泽东说在俄国有人说中国有个人迷信。毛泽东回答说：“恐怕是有一点。据说斯大林是个人迷信的中心，赫鲁晓夫一点也没有，中国人是有的。这也有点道理。赫鲁晓夫现在倒台了，大概就是因为他没有个人迷信。”有些学者认为，毛泽东基本继承了斯大林的社会主义理论，未能突破斯大林模式，苏联模式所犯的错误（當時蘇聯對外隱瞞慘劇）基本上中国在不知不覺中又重新实践了一遍。
1978年中共十一届三中全会后，中国走上了改革道路，开始突破斯大林主义。1982年9月1日，邓小平在中共十二大提出“中国特色社会主义”。1983年3月11日，中国社会科学院苏绍智发表文章，提出摒弃斯大林和毛泽东对科学社会主义的论述中某些固定的模式，并指出：“当前对政治体制改革问题进行研究，其必要性和迫切性是越来越明显了。”“关键在于充分地实行党内民主”。1991年2月6日邓小平说：「不要以为，一说计划经济就是社会主义，一说市场经济就是资本主义，不是那么回事，两者都是手段，市场也可以为社会主义服务。」1992年10月12日，时任中共中央总书记江泽民在中共十四大报告中提出了社会主义市场经济的概念，并在1993年将社会主义市场经济写入中华人民共和国宪法。

### 朝鮮
赫魯曉夫在蘇共二十大批判斯大林的個人崇拜，導致朝鮮勞動黨內的延安派受鼓動暗中策劃政變，引發八月宗派事件，但不久被金日成平定，並確立了游擊派和金日成在黨內絕對權威。

## 外部連結
- Crimes of Soviet Communists （页面存档备份，存于）